# Liste der Monuments historiques in Saône (Doubs)
Die Liste der Monuments historiques in Saône führt die Monuments historiques in der französischen Gemeinde Saône auf.

## Liste der Objekte
| Bezeichnung                                       | Beschreibung                                                                                                   | Standort                       | Kennzeichnung | Schutzstatus | Datum | Bild |
| ------------------------------------------------- | --- | ------------------------------ | ------------- | ------------ | ----- | ---- |
| Gemälde Mystische Hochzeit der heiligen Katharina | Ölfarbe auf Leinwand, vergoldeter Holzrahmen, 18. Jahrhundert; nach Antonio da Correggio                       | in der Kirche St-Victor (Lage) | PM25001336    | Classé       | 1928  |      |
| Gemälde Die heilige Cäcilia umgeben von Engeln    | Ölfarbe auf Leinwand, vergoldeter Holzrahmen, 18. Jahrhundert; möglicherweise nach einer italienischen Vorlage | in der Kirche St-Victor (Lage) | PM25001337    | Classé       | 1928  |      |
| Gemälde Mariä Verkündigung                        | Ölfarbe auf Leinwand, 18. Jahrhundert                                                                          | in der Kirche St-Victor (Lage) | PM25002392    | Inscrit      | 1975  |      |
| Gemälde Unterweisung Mariens                      | Ölfarbe auf Leinwand, 18. Jahrhundert                                                                          | in der Kirche St-Victor (Lage) | PM25002393    | Inscrit      | 1975  |      |
| Reliquiar                                         | Silber, 19. Jahrhundert                                                                                        | in der Kirche St-Victor (Lage) | PM25002394    | Inscrit      | 1979  |      |
| Glocke                                            | Bronze, 1779 gegossen                                                                                          | in der Kirche St-Victor (Lage) | PM25001338    | Classé       | 1943  |      |
| Orgel                                             | Haupteintrag für PM25001339                                                                                    | in der Kirche St-Victor (Lage) | PM25002521    | Classé       | 1980  |      |
| Instrumentalteil der Orgel                        | 1865 durch François-Nicolas Georges gebaut                                                                     | in der Kirche St-Victor (Lage) | PM25001339    | Classé       | 1980  |      |